# Атанас Пейков
Атанас Пейков (на гръцки: Αθανάσιος Πέικος или Θανάσης Πέϊκος), е гръцки и български интелектуалец, активист на Гръцката комунистическа партия (ГКП) и Вътрешна македонска революционна организация (обединена). Той е създател на отделна македонска литературна норма, основана на диалектите от Югозападна Македония и на българската азбука.

## Биография
Роден е около 1903 година в костурското село Бабчор, днес в Гърция. Завършва гимназия и работи като журналист. През 1925 година издава в Лерин първия си вестник – сатиричния лист „Купупи“ (в превод Комар). През 1930 година редактира издавания от Менелай Гелев лерински вестник „Македоникос Спинтир“ (Македонска искра). Пише стихове, които публикува в солунски списания.
Активно се ангажира с ВМРО (обединена) и гръцката левица. Заради дейността си през 1934 година е арестуван, осъден и заточен в островите Анафи, Фолегандрос и Агиос Евстратиос. По-късно работи като редактор на популисткия вестник „Лаики Фони“ (Глас на народа). При режима на генерал Йоанис Метаксас през 1939 година е хвърлен в затвора Акронавплия, където е заедно с някои от най-видните членове на КПГ. На 28 юни 1941 година с активното застъпничество на Българския клуб в Солун Атанас Пейков е освободен от затвора заедно с деклариралите се за българи Андрей Чипов, Лазар Дамов и още 24 политически затворници, от Южна Македония. Установява се в анексираното от България Беломорие. Мести се в Драма, където получава българско поданство и става член на управата на местната Обществена сила. Работи като чиновник в тютюнева фирма. След септември 1944 година Атанас Пейков се премества в София, където работи в Радио София като редактор на предаванията на гръцки език.
След 1947 година става редактор-преводач в информационното бюро на КПГ „Елас Прес“. През 1948 година работи като бригадир при изграждането на Димитровград. През 1951 година заминава за Букурещ и работи в македонския отдел на издателството „Неа Елада“ при ЦК на КПГ. Списва македонската страница на гръцкия емигрантски вестник „Неа Зои“. Чужд е на наложения в Югославска Македония нов официален език. Създава „Буквар“ и „Граматика на македонския език“ (1952), в която предлага нова езикова норма, основана върху диалектите на Югозападна Македония (Леринско, Костурско, Воденско) с употреба на българската азбука. На тази норма през 1950-те години са отпечатани редица книги, вестници и списания, издадени от ГКП в емиграция. По-късно се връща в София, където почива през 1971 година. Атанас Пейков се представя като лоялен комунист, предан на ГКП и противник на политическите домогвания на ЮКП и нейния агресивен проюгославски македонизъм. Отнася се с уважение и чувство за близост към България, където прекарва редица години от живота си.